# إدوين إتش. كونغور
إدوين إتش. كونغور هو محامي ودبلوماسي وسياسي أمريكي، ولد في 7 مارس 1843 في مقاطعة نوكس في الولايات المتحدة، وتوفي في 18 مايو 1907 في باسادينا في الولايات المتحدة. نشط حزبياً في الحزب الجمهوري. وقد انتخب سفير وانتخب عضو مجلس النواب الأمريكي ‏.